# 陳力生
陳力生（2002年9月16日—）為臺灣男子籃球運動員，場上位置為控球后卫，現效力於P. LEAGUE+桃園璞園領航猿。
陳力生就讀安坑國小三年級時跟隨哥哥陳力行進入籃球校隊，五年級開始代表校隊參加比賽。2018年3月與陳將、羅世恩和林宇謙以國中生身分入選U16亞青男籃賽中華臺北代表隊，2018年4月與陳將双幫助金華國中奪下隊史第五座國中籃球聯賽冠軍。高中進入南山恰巧碰上陳又瑋畢業，陳力生在高中一年級就成為球隊先發控球后卫，2019年3月球隊在107學年度高中籃球聯賽男子組冠軍賽輸給能仁家商以亞軍作收，陳力生抱走新人王頭銜。2019年夏天扭傷左腳、腳踝韌帶撕裂。高中畢業後升學至國立體育大學，剛好哥哥陳力行從臺北市立大學轉學到國立體育大學，兄弟倆成為隊友。2022年夏天入選中華培訓隊參加BE HEROES籃球經典賽與跨聯盟籃球邀請賽。2024年7月12日，陳力生在P. LEAGUE+新人選秀會第一輪第四順位獲得桃園璞園領航猿青睞。8月2日，陳力生與桃園璞園領航猿完成簽約。
媽媽是尹湘雲的表姐。2021年陳力生在右胸使用英文刺上「媽媽是我永遠的英雄」。

## 外部連結
- 陳力生在fiba.basketball（英语）
- 陳力生在P. LEAGUE+官網
- 陳力生在Eurobasket.com（球員）（英语）
- 陳力生在RealGM（英语）
- 陳力生在Flashscore（英语）